# Kungen och kolaren

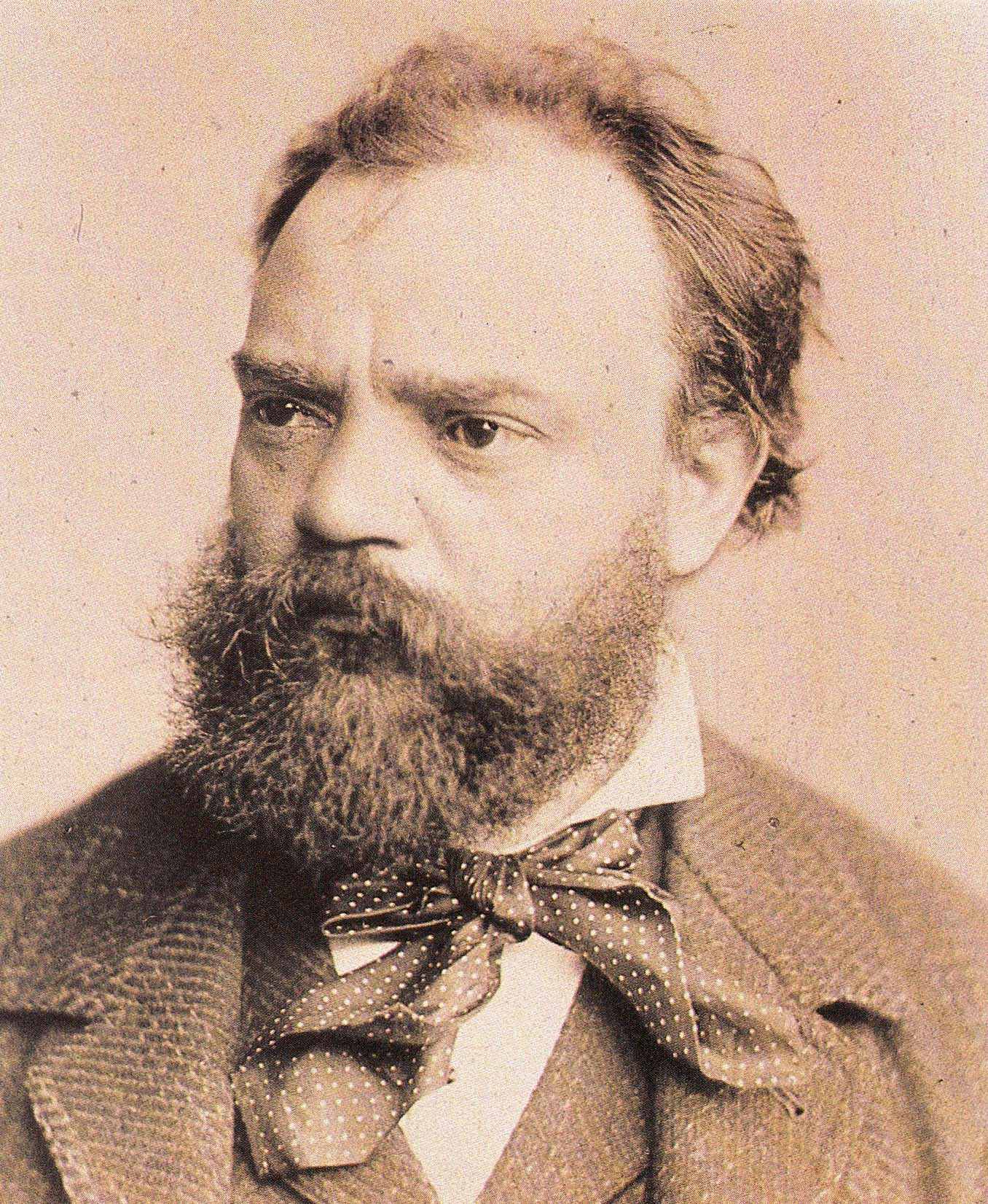
Antonín Dvořák

Kungen och kolaren (Tjeckiska: Král a uhlíř) är en tjeckisk opera i tre akter med musik av Antonín Dvořák och libretto av Bernard J. Lobeský efter en traditionell dockteaterpjäs av Prokop Konopásek.

## Historia
Dvořák komponerade operan 1871 och erbjöd 1873 Prags Provisoriska teater att uppföra verket. Men operachefen Bedřich Smetana  returnerade operan och hävdade att den var "omöjlig att sätta upp". Dvořák drog tillbaka operan och komponerade helt ny musik men behöll librettot. Denna nya version hade premiär den 24 november 1874. Trots ett gott mottagande från såväl kritiker som publik spelades operan endast fyra gånger. Dvořák gjorde 1886 ytterligare en revidering. Han bad Václav Juda Novotný att skriva om librettot. Novotný tog bort en sidohistoria i akt III och förbättrade Lobeskýs verser. Denna tredje version hade premiär den 15 juni 1887. Ursprungsversionen hade premiär den 28 maj 1929 på Prags Nationalteater.

## Personer
- Kung Matyáš (baryton)
- Jindřich, Borggreve of Křivoklát (tenor)
- Matěj, kolare i Křivoklátskogen (basstämma)
- Anna, hans hustru (kontraalt)
- Liduška, deras dotter (sopran)
- Jeník, ung kolare (tenor)
- Eva (sopran)
- Förste riddare (tenor)
- Andre riddare (bas)

## Handling
Kärnan i handling är en välkänd dockteaterpjäs. Kungen och kolaren heter båda Matyáš (Mattias), där Matěj är ett smeknamn. Kungen går vilse i skogen och söker skydd hos kolaren. De upptäcker att de har mer än namnet gemensamt. Kungens faderliga intresse av Matějs dotter Liduška missförstås av hennes hetlevrade friare Jeník som tar värvning som soldat. Han avancerar i kungens tjänst och kungen finner ett sätt att visa hur mycket Liduška älskar Jeník. Det älskande paret försonas.